# Orden del Armiño (Nápoles)
No debe confundirse con la Orden del Armiño de Bretaña.
La Orden del Armiño fue una orden de caballería instituida por el rey de Nápoles Ferdinando I en 1465 y desaparecida a principios del s. XVI.

## Contexto histórico
En 1458 murió el rey de Aragón Alfonso V dejando en herencia el trono de Nápoles a su hijo Ferdinando y el resto de sus dominios a su hermano Juan.  El año siguiente Ferdinando debió afrontar un doble peligro: por un lado el pretendiente francés Jean de Anjou desembarcó sus tropas en el reino dispuesto a conquistarlo por la fuerza de las armas, y por otro los grandes señores feudales napolitanos se rebelaron contra el monarca dispuestos a mantener y aumentar sus antiguos privilegios.  
La guerra duró cinco años hasta que Ferdinando consiguió retomar el control del país después de la prisión del duque de Sessa Marino Marzano, la muerte del príncipe de Tarento Giovanni Antonio Orsini del Balzo y del condotiero Jacopo Piccinino, la retirada de Jean de Anjou y la vuelta a su obediencia de los barones napolitanos.
La orden se extinguió a principios del siglo XVI con la conquista de Nápoles por Fernando II de Aragón.

## Creación de la orden

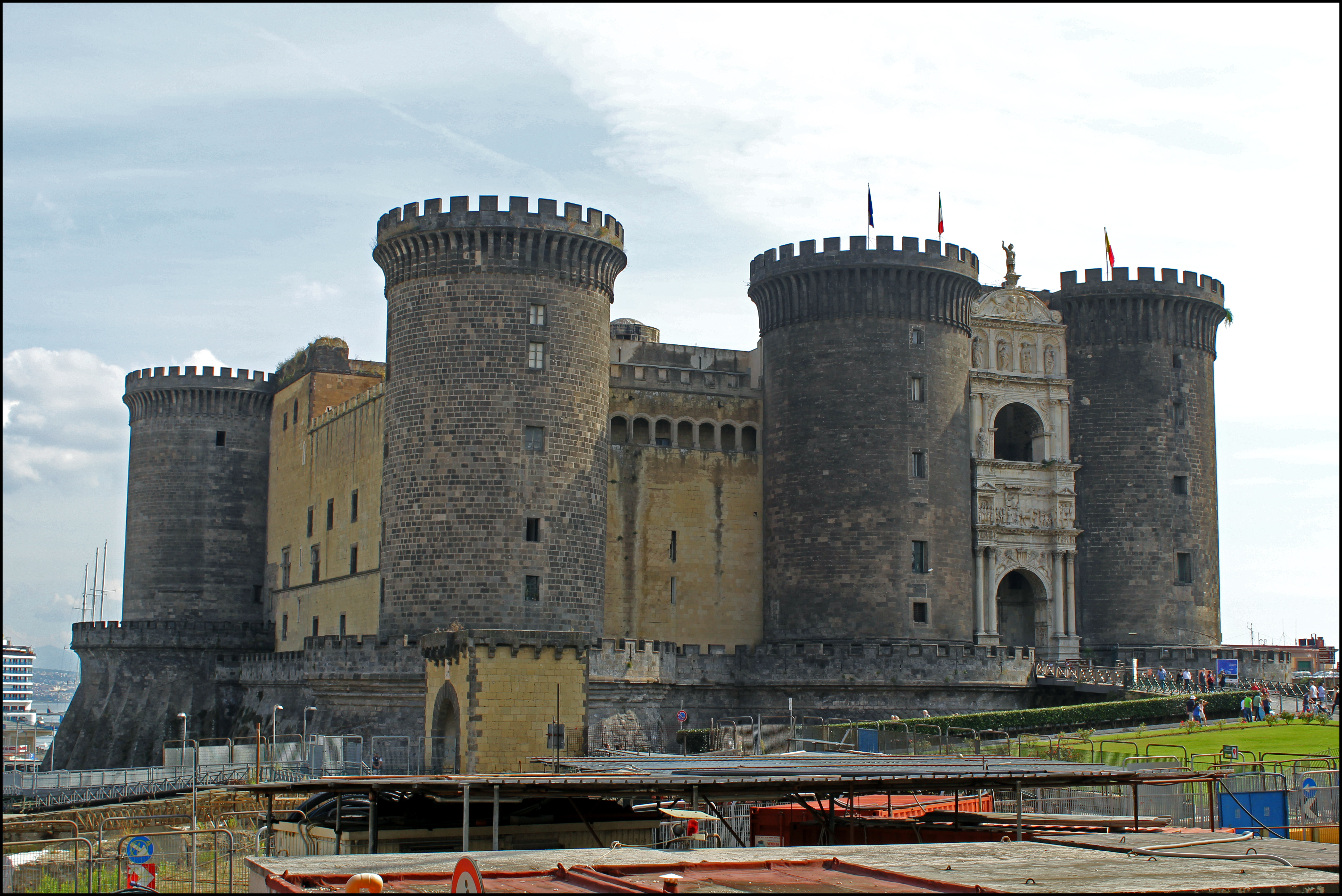
El Castel Nuovo de Nápoles.

Después de terminada la guerra, la orden del armiño fue instituida oficialmente por Ferdinando el 29 de septiembre de 1465 en el Castel Nuovo de Nápoles.  
Nacida bajo la advocación de San Miguel Arcángel, cuyo aniversario se celebraba ese día, tenía sus reuniones en la iglesia de San Miguel, donde el rey nombró nueve canónigos (en honor de los nueve coros de ángeles) cuyos emolumentos corrían por cuenta de los caballeros.

## Los caballeros
En los estatutos de la orden, conservados manuscritos en la abadía de Cava de' Tirreni, se estableció que estaría formada por no más de veintisiete caballeros, que debían ser nobles y perdían su condición en caso de traición al rey; en caso de muerte o expulsión de uno de ellos, su sustituto sería elegido por los demás mediante voto secreto y armado según una ceremonia acordada; en caso de caer en la indigencia o ser hechos presos por los infieles, los demás estaban obligados a su rescate.  
Los caballeros se obligaban a obedecer a la Iglesia Católica, a defender y propagar la fe cristiana, a seguir al rey en la guerra, a resolver sus disputas dentro de la orden y a defender huérfanos y viudas, y no podían pertenecer a ninguna otra orden de caballería.

## Las insignias

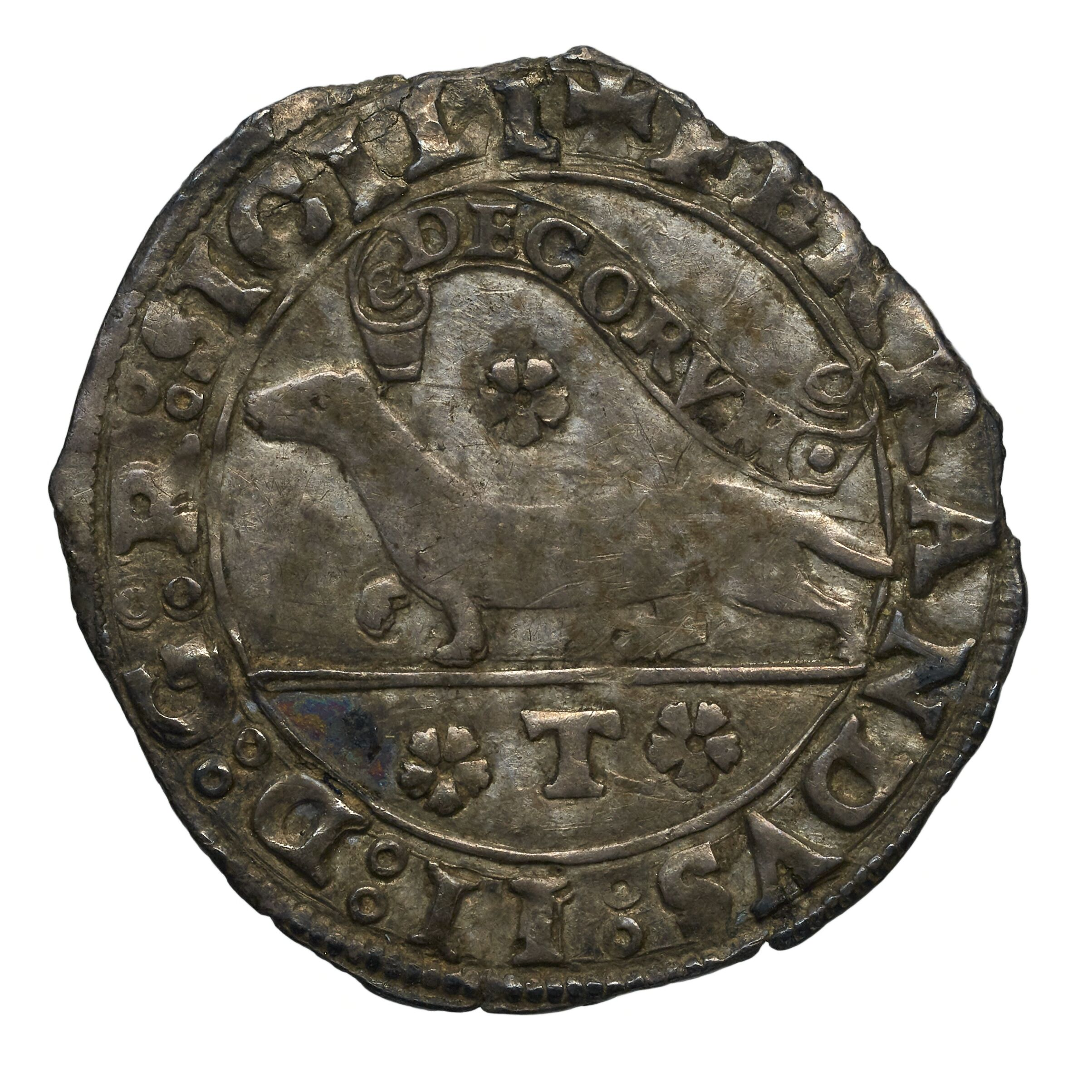
Armellino napolitano del s. XV, con el armiño y el lema.

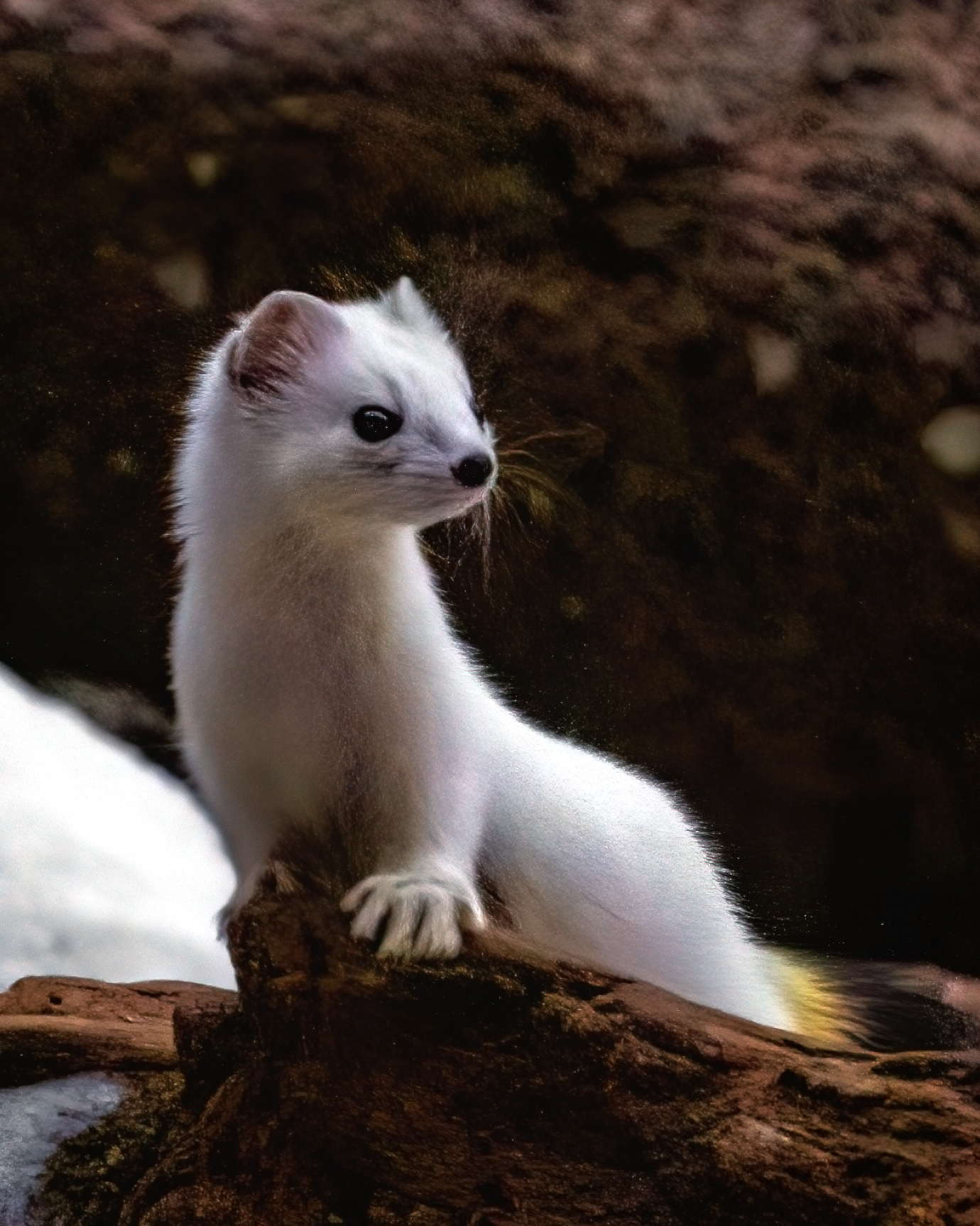
El armiño en zonas frías cambia el pelaje a blanco antes del invierno.

Numerosos autores dejaron escrito que el lema de la orden era MALO MORI QVAM FOEDARI (mejor muerto que deshonrado), en referencia a que el rey Ferrante había preferido mantener preso a su cuñado Marino Marzano antes que ensuciarse con su muerte; 
sin embargo esta fue en realidad una divisa personal del rey,  
y en los estatutos de la orden no se menciona que su fundación tuviera relación con el episodio de Marzano.
Su indumentaria era de seda blanca, encima de la cual debían llevar un manto de raso carmesí forrado de pieles de armiño, cerrado en el cuello, abierto por el lado derecho y largo hasta los talones.
El collar estaba compuesto originalmente por anillos formados por ramas de árbol entrelazadas, inscritos en los cuales había, alternativamente, otras ramas de las que brotaban retoños y una silla de la que salían llamas; sin embargo, en la única imagen contemporánea conocida del collar, que es la del busto del rey Ferdinando obra de Guido Mazzoni conservada en el Museo de Capodimonte de Nápoles, aparecen otros emblemas, como una planta de maíz, un libro abierto y un monte de diamantes, y en representaciones posteriores está hecho de eslabones de oro y gemas. Se supone que tal vez a lo largo de su historia el collar tuvo alguna modificación, o que el del rey era distinto al de los caballeros.
Del collar pendía la figura de un armiño de oro esmaltado en blanco acompañada de la frase latina DECORVM.

Es claro que la virtud del armiño se basaba en su blancura y en el deseo de no perder su limpieza, deseo que se adapta perfectamente al lema empleado que anteponía la muerte al deshonor.

## El error sobre su fundador
También sobre su fundador hubo cierta confusión.  En 1725 el reputado heraldista José de Avilés publicó su tratado "Ciencia Heroyca", en el que decía:

El orden de Cavalleria de el Arminio instituido por Fernando V Rey de Aragón, ponía por Divisa, "Malo mori, quam foedari", para mostrar a los Cavalleros de este Orden que antes se debe morir que faltar a la fidelidad del Príncipe, de donde ha quedado en muchas familias de España.

En Aragón nunca hubo un rey llamado Fernando V, a menos que se tomara como tal a Fernando II de Aragón, que fue Fernando V de Castilla.  Pero la obra de Avilés, reeditada en 1780, sirvió de guía para la redacción de los estatutos de la Orden de Isabel la Católica instituida por Fernando VII de España en 1815, en cuyo preámbulo se repetía y consolidaba el error:

... teniendo presente al mismo tiempo el digno ejemplo de mi muy caro y augusto abuelo el Sr. D. Fernando V, quien con motivo semejante fundó la Orden llamada del Armiño, para  premiar a los que acreditasen su pureza y lealtad en los disturbios de Nápoles...

## Referencias

Retrato de caballero, de Carpaccio. Abajo a la izquierda, el armiño con la divisa real.